# Polish Juniors 2017
Das Polish Juniors 2017 fand als bedeutendstes internationales Nachwuchsturnier von Polen im Badminton vom 19. bis zum 22. Januar 2017 in Imielin statt. Es war die 28. Auflage der Veranstaltung.

## Sieger und Platzierte
| Disziplin    | Gold                                | Silber                              | Bronze                              |
| ------------ | ----------------------------------- | ----------------------------------- | ----------------------------------- |
| Herreneinzel | Jan Louda                           | Danylo Bosniuk                      | Colin Hammarberg                    |
| Herreneinzel | Jan Louda                           | Danylo Bosniuk                      | Oskar Svensson                      |
| Dameneinzel  | Vivien Sándorházi                   | Wiktoria Dąbczyńska                 | Jewgenija Paksjutowa                |
| Dameneinzel  | Vivien Sándorházi                   | Wiktoria Dąbczyńska                 | Anastasija Prosorowa                |
| Herrendoppel | Robert Cybulski Adam Szolc          | Colin Hammarberg Oskar Svensson     | Adrian Jaśkowiak Tymoteusz Malik    |
| Herrendoppel | Robert Cybulski Adam Szolc          | Colin Hammarberg Oskar Svensson     | Konrad Płoch Radosław Wróbel        |
| Damendoppel  | Wiktoria Adamek Izabela Pajek       | Anastasia Khomich Karolina Szubert  | Magdalena Kulska Zuzanna Parysz     |
| Damendoppel  | Wiktoria Adamek Izabela Pajek       | Anastasia Khomich Karolina Szubert  | Mia Tarcalová Katarina Vargová      |
| Mixed        | Danylo Bosniuk Jewgenija Paksjutowa | Robert Cybulski Wiktoria Dąbczyńska | Konrad Ploch Aleksandra Goszczyńska |
| Mixed        | Danylo Bosniuk Jewgenija Paksjutowa | Robert Cybulski Wiktoria Dąbczyńska | Tymoteusz Malik Aleksandra Ptak     |